# Josefův Důl (kraj środkowoczeski)
Josefův Důl – wieś i gmina w Czechach, w powiecie Mladá Boleslav, w kraju środkowoczeskim. Według danych z dnia 1 stycznia 2013 liczyła 482 mieszkańców.